# Front Row
Front Row est une application permettant aux utilisateurs de naviguer dans le contenu multimédia à l'aide d'une télécommande, livrée avec les ordinateurs iMac G5, iMac (Core Duo), MacBook, MacBook Pro et Mac mini. Cette dernière est inspirée du design de l'iPod Shuffle et ne possède que six boutons. Front Row a été annoncé par Steve Jobs le 12 octobre 2005 lors d'un événement Apple spécial.
Front Row n'est plus distribué depuis la sortie de Mac OS X 10.7 (Lion) le 20 juillet 2011.

## Fonctionnalités
Front Row reprend l'ergonomie et la simplicité de navigation de l'interface graphique de l'iPod, pour effectuer un certain nombre de tâches :
- explorer et lire de la musique, des podcasts ou des livres audios issus de la discothèque iTunes de l'ordinateur ou d'un autre ordinateur connecté au réseau via « Bonjour » ;
- visualiser des diaporamas et des photos issus de la photothèque iPhoto de l'ordinateur ou d'un autre ordinateur connecté au réseau via « Bonjour » ;
- regarder des séquences vidéo issues du dossier « Séquences » de l'utilisateur ;
- regarder des DVD sans l'application Lecteur DVD ;
- regarder des clips vidéo ou des séries télévisées achetées sur l'iTunes Store ;
- regarder des bandes-annonce de films en streaming depuis le site d'Apple.

## Sur des Macs non gérés
Bien qu'Apple ne garantisse pas son utilisation sur les Macs avec lesquels il n'a pas été livré, Front Row est en mesure de fonctionner sur la plupart des Mac récents si Mac OS X 10.4 « Tiger » y est installé, grâce à Front Row Enabler.